# Ischnopteris pexatata
Ischnopteris pexatata là một loài bướm đêm trong họ Geometridae.